# 세키 다카카즈

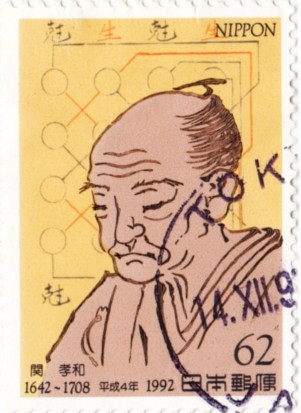
세키를 묘사한 1992년 일본 우표

세키 다카카즈(일본어: 関 孝和, 1642~1708) 또는 세키 고와(일본어: 関 孝和)는 에도 시대 일본의 수학자이다. 일본 전통 수학(와산, 일본어: 和算)에 큰 공헌을 하였다. 미적분학 등에 대한 연구로 '일본의 뉴턴'이라고 불린다.

## 생애
세키의 생애는 잘 알려지지 않았다. 1642년 3월 후지오카시에서 출생한 것으로 추정되나 확실하지 않다. 본래 성은 우치야마(일본어: 内山)였으나, 세키 가에 입양되었다.
고즈케국의 땅을 측량하였고, 또 중국의 역법을 연구하여 당시 일본에서 쓰이던 달력을 개량하였다고 한다.
1708년 12월 5일 사망하였다.

## 업적

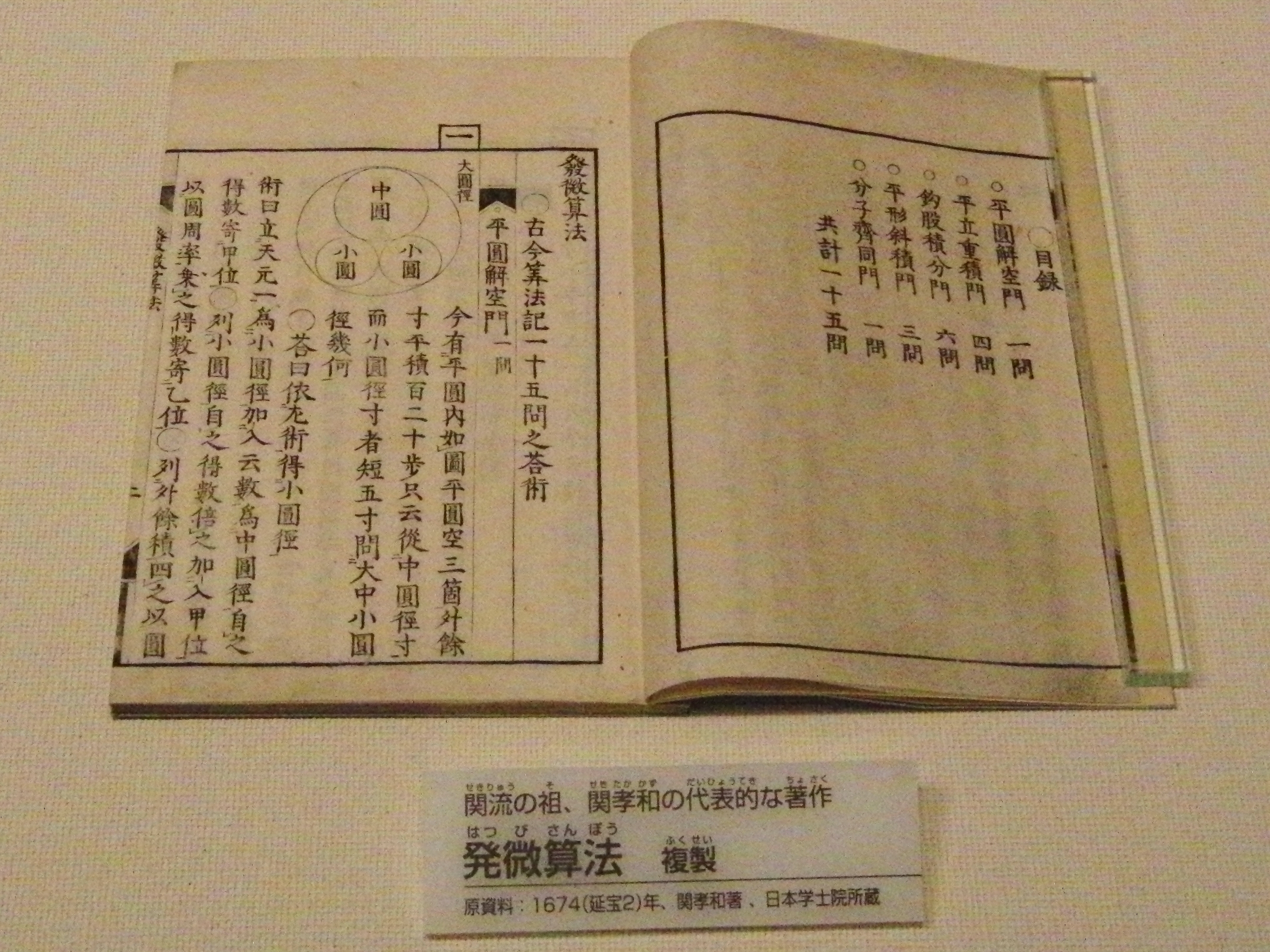
《발미산법》의 내용. 일본 국립과학박물관 소장.

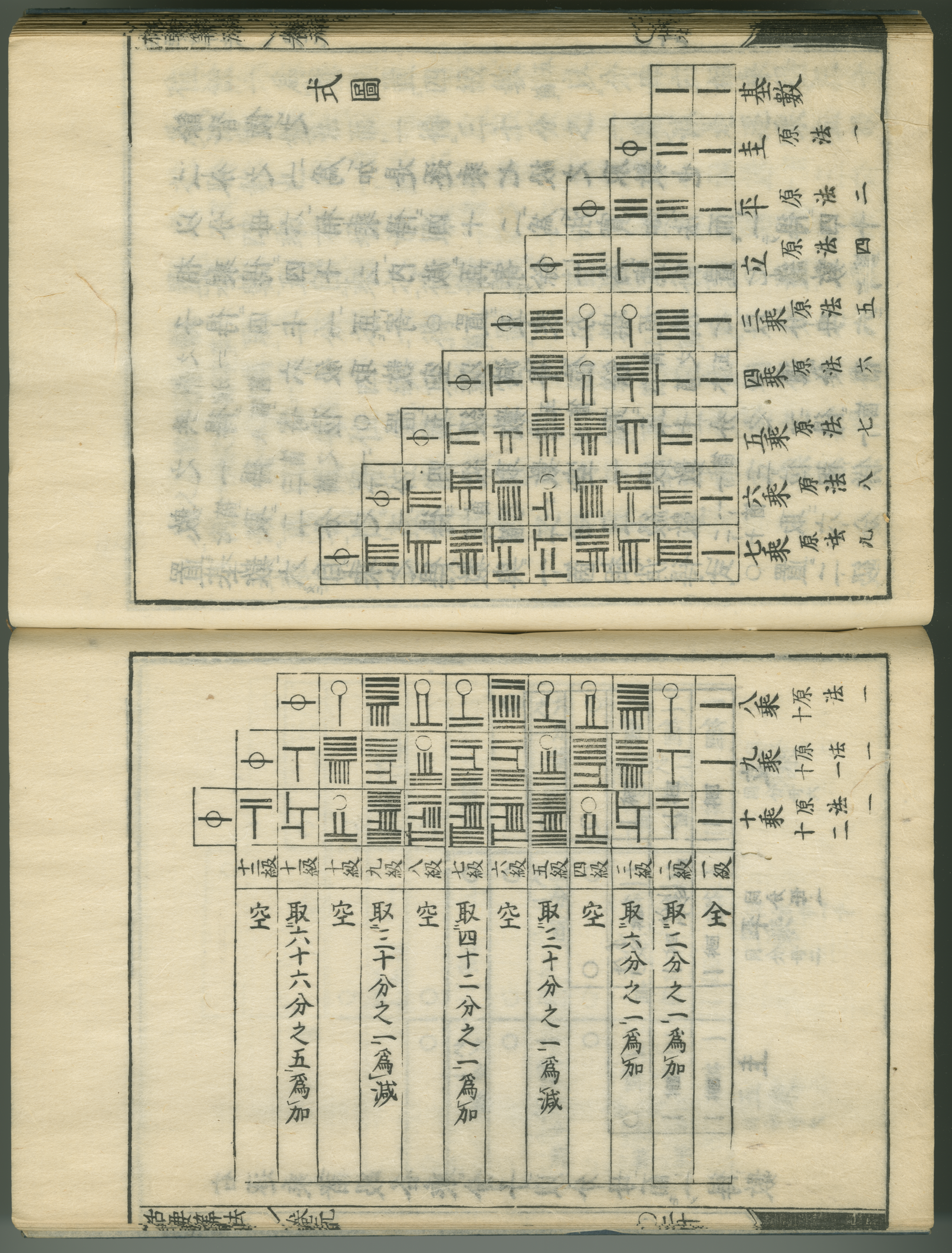
《괄요산법》에 등장하는 파스칼 삼각형과 베르누이 수. 파스칼 삼각형은 산가지로 표기되어 있고, 그 밑에 한자로 처음 10개의 베르누이 수가 표시되어 있다.

세키는 수많은 저서를 남겼지만, 그 가운데 어떤 것이 세키가 발견한 것인지, 어떤 것이 세키 이전의 학자들의 업적을 집대성한 것인지, 어떤 것이 세키의 제자들이 발견한 것인지 확실하지 않은 경우가 많다.
1674년에 출판된 《발미산법》(発微算法)에서, 세키는 갑(甲)·을(乙) 등의 한자를 사용하여 미지수를 나타내는 표기를 도입하였다.
1683년에 출판된 《해복제지법》(解伏題之法)에서 세키는 1차 연립 방정식을 풀기 위해 행렬식의 개념을 사용하였다. 《해복제지법》에 등장한 5×5 행렬의 행렬식 공식은 잘못되었지만, 이후 세키 사후 1712년에 출판된 《대성산경》(大成算経)에는 임의의 크기의 행렬의 행렬식에 대한 올바른 일반 공식이 등장한다.
세키 사후 1712년에 출판된 《괄요산법》(括要算法)에서 세키는 베르누이 수에 대하여 세계 최초로 언급하였다. 이는 야코프 베르누이의 1713년 책보다 1년 더 빠르다.
세키는 또한 원주율을 소수 10자리까지 계산하였다. 세키가 사용한 방법은 20세기에 에잇켄 델타 제곱법(영어: Aitken’s delta-squared process)이라는 이름으로 재발견되었다.

## 저서
세키는 백여 권의 저서를 남겼다. 그 가운데 일부는 다음과 같다.
- 関 孝和 (1674). 《發微算法》 (일본어). 에도.
- 関 孝和 (1683). 《驗符之法》 (일본어). 에도.
- 関 孝和 (1683). 《解伏題之法》 (일본어). 에도.
- 関 孝和; 建部 賢弘 (1712). 《大成算經》 (일본어). 에도.
- 関 孝和 (1712). 《括要算法》 (일본어). 荒木 村英 편집, 大高 由昌 교정. 에도: 升屋 五郎右衛門. OCLC 868144029.

## 같이 보기
- 산액

## 참고 문헌
- Knobloch, Eberhard; Komatsu, Hikosaburō; Liu, Dun. 《Seki, founder of modern mathematics in Japan: a commemoration on his tercentenary》. Springer Proceedings in Mathematics & Statistics (영어) 39. Springer. doi:10.1007/978-4-431-54273-5. ISBN 978-4-431-54272-8. ISSN 2194-1009.
- 竹之内脩 (2008). 《関孝和の数学》 (일본어). 共立出版.
- 下平和夫 (2006). 《関孝和: 江戸の世界的数学者の足跡と偉業》 (일본어). 研成社.
- 平山諦 (1981). 《関孝和: その業績と伝記》 (일본어). 恒星社厚生閣.